# Jordanoleiopus leonensis
Jordanoleiopus leonensis es una especie de escarabajo longicornio del género Jordanoleiopus, tribu Acanthocinini, familia Cerambycidae. Fue descrita científicamente por Breuning en 1957.

## Distribución
Se distribuye por Sierra Leona.

## Descripción
La especie mide 3 milímetros de longitud.